# Pavel Kovalev
Pour les articles homonymes, voir Kovalev.
Pavel Antonovich Kovalev, né le 4 janvier 1992 à Saint-Pétersbourg en Russie, est un patineur artistique franco-russe de couple, triple champion de France (2022, 2023 et 2024) avec sa partenaire Camille Mendoza.

## Biographie

### Carrière sportive
Pavel Kovalev commence à patiner en 1996 dans sa ville natale de Saint-Pétersbourg. En tant que patineur en simple, il atteint les championnats juniors russes. Il concourt deux saisons en couple avec Zoya Rogovtseva à partir de la saison 2009/2010 et une saison avec Valeria Morozova lors de la saison 2011/2012. Il n'atteint pas les championnats de Russie avec ses deux partenaires.
Pavel Kovalev s'associe à la patineuse française Camille Mendoza pour représenter la France à partir de la saison 2014/2015. Ensemble ils sont champions de France 2021. Ils représentent la France à trois championnats européens (2022 à Talinn, 2023 à Espoo et 2024 à Kaunas) et trois mondiaux (2022 à Montpellier, 2023 à Saitama et 2025 à Boston).

### Famille
Pavel Kovalev épouse sa partenaire de patinage, Camille Mendoza, en décembre 2017.

## Palmarès
| Compétitions/ Années                                                                                | 2015    | 2016    | 2017    | 2018    | 2019    | 2020    | 2021    | 2022    | 2023    | 2024    | 2025    |  |  |  |
| Jeux olympiques d'hiver                                                                             |         |         |         |         |         |         |         |         |         |         |         |  |  |  |
| Championnats du monde                                                                               |         |         |         |         |         | CA      |         | 8e      | 14e     | F       | 21e     |  |  |  |
| Championnats d'Europe                                                                               |         |         |         |         |         |         | CA      | 14e     | 6e      | A       | 9e      |  |  |  |
| Championnats de France                                                                              | F       | 2e      | 3e      | F       | 3e      | 2e      | F       | 1er     | 1er     | 1er     | 1er     |  |  |  |
| |         |         |         |         |         |         |         |         |         |         |         |  |  |  |
| Grand Prix ISU                                                                                      | 2014/15 | 2015/16 | 2016/17 | 2017/18 | 2018/19 | 2019/20 | 2020/21 | 2021/22 | 2022/23 | 2023/24 | 2024/25 |  |  |  |
| Coupe de Chine                                                                                      |         |         |         |         |         |         |         |         |         |         | 6e      |  |  |  |
| Trophée de France                                                                                   |         |         | F       |         |         |         | CA      | 7e      | 2e      | 3e      | 7e      |  |  |  |
| Coupe de Russie                                                                                     |         |         |         |         |         |         |         |         |         | 5e      |         |  |  |  |
| Trophée NHK                                                                                         |         |         |         |         |         |         |         |         | 5e      |         |         |  |  |  |
| Légende : F = Forfait ; A = Abandon ; CA = Compétitions annulées à cause de la pandémie de Covid-19 |         |         |         |         |         |         |         |         |         |         |         |  |  |  |